# André Kisase Ngandu
André Kisase Ngandu, död 4 januari 1997, var en revolutionär kongolesisk motståndsman mot Zaires diktator Mobutu Sese Seko.
Ngandu var ledare för motståndsalliansen AFDL:s militära flygel (CNRD) och som sådan en konkurrent till AFDL:s politiske ledare Laurent-Désiré Kabila om ledarskapet i organisationen. Misstankar riktades därför mot den sistnämnde när Ngandu dog under mystiska omständigheter i Norra Kivu.